# أليخاندرو غوزمان
أليخاندرو غوزمان (بالإسبانية: Alejandro Guzmán)‏ هو لاعب كرة قدم بيروفي، ولد في 11 يناير 1941 في ليما في بيرو. لعب مع نادي يونيفرسيتاريو.

## وصلات خارجية
- أليخاندرو غوزمان على موقع قاعدة بيانات كرة القدم.إي يو (الإنجليزية)
- أليخاندرو غوزمان على موقع ناشيونال فوتبول تيمز (الإنجليزية)
- أليخاندرو غوزمان على موقع عالم كرة القدم.نت (الإنجليزية)
- أليخاندرو غوزمان على موقع اللجنة الأولمبية الدولية (الإنجليزية)
- أليخاندرو غوزمان على موقع أوليمبيديا (الإنجليزية)